# Ludwigia peploides
Ludwigia peploides är en dunörtsväxtart. Ludwigia peploides ingår i släktet ludwigior, och familjen dunörtsväxter.

## Underarter
Arten delas in i följande underarter:
- L. p. glabrescens
- L. p. montevidensis
- L. p. peploides
- L. p. stipulacea

## Bildgalleri

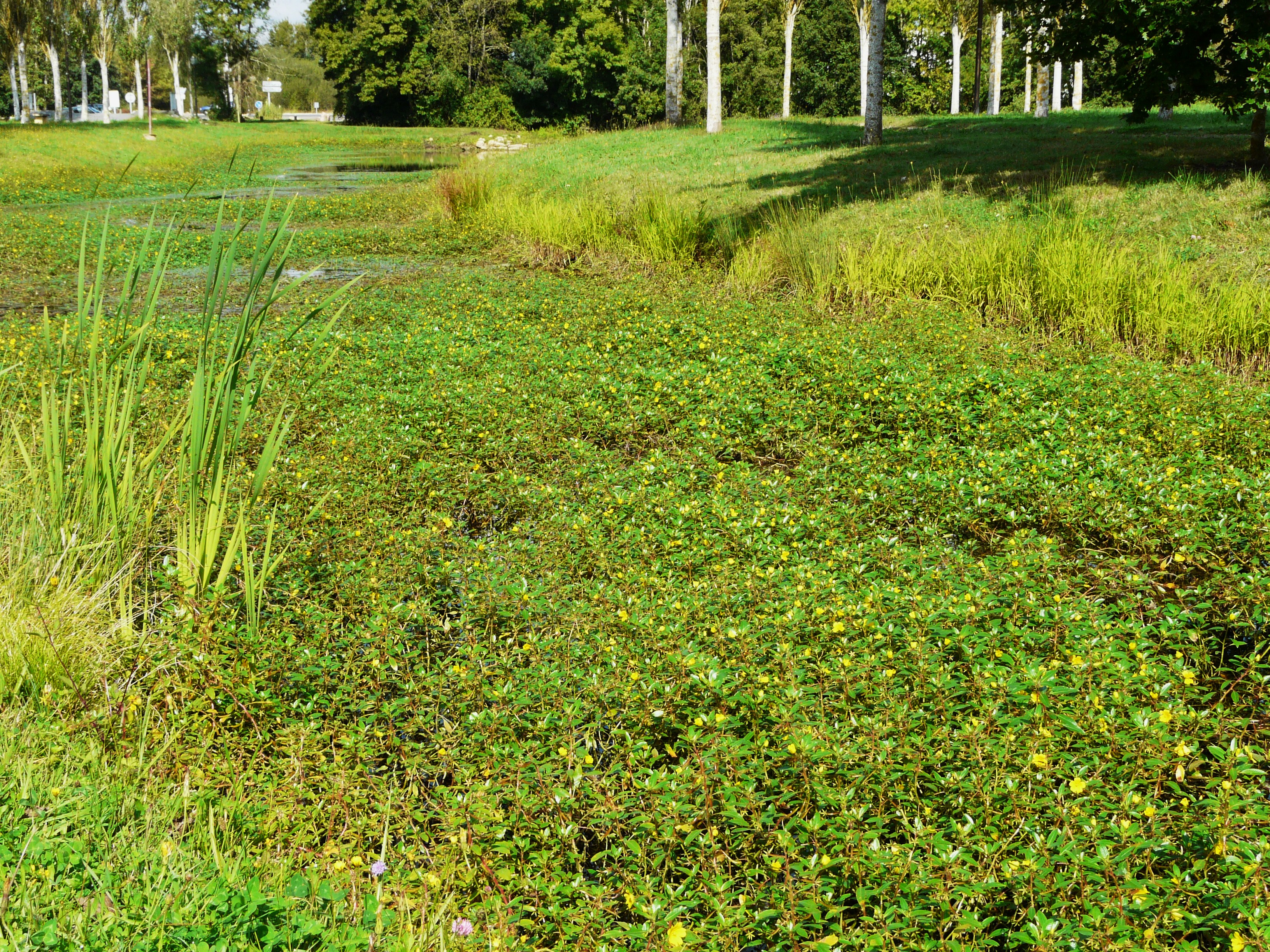
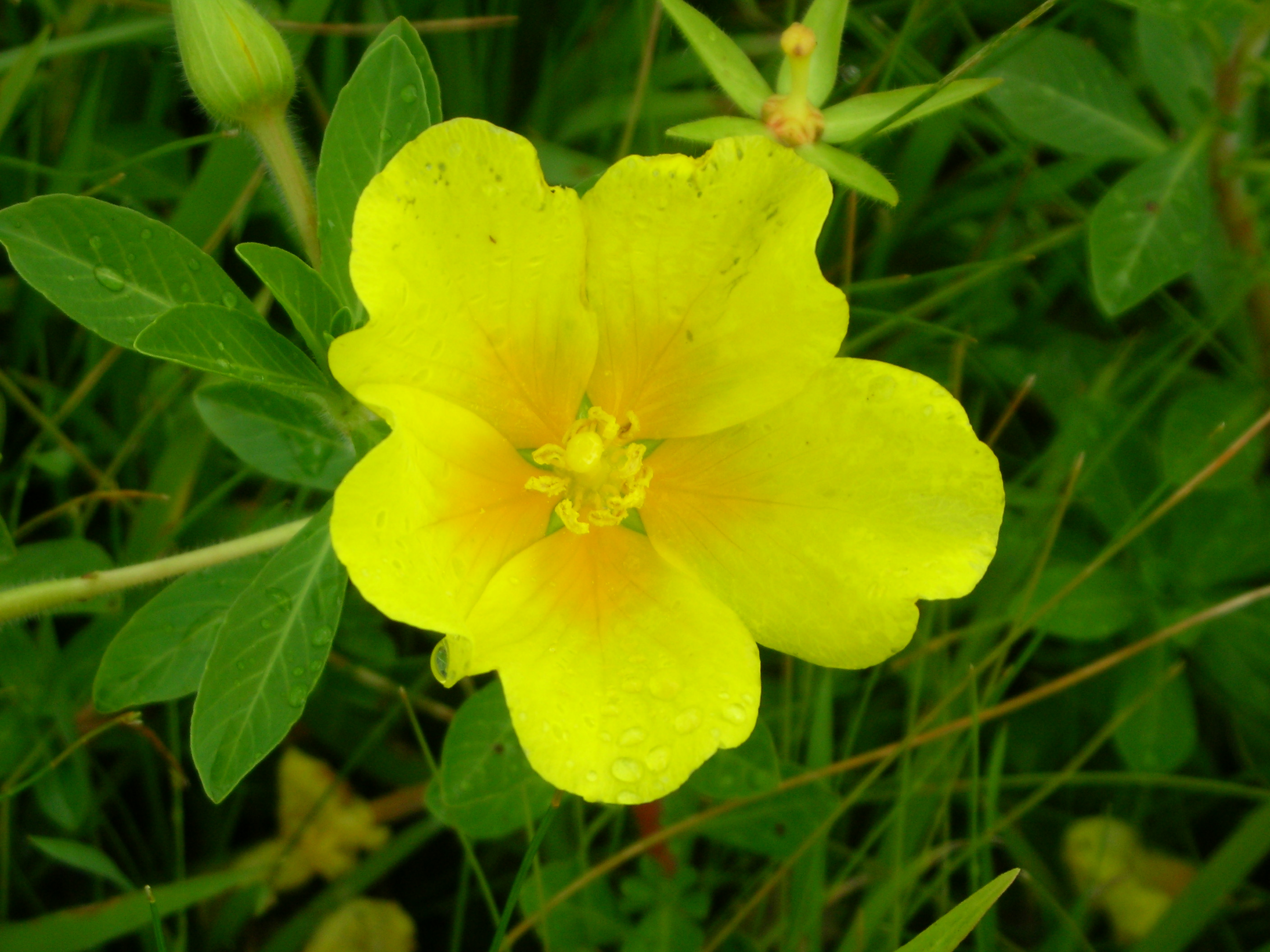
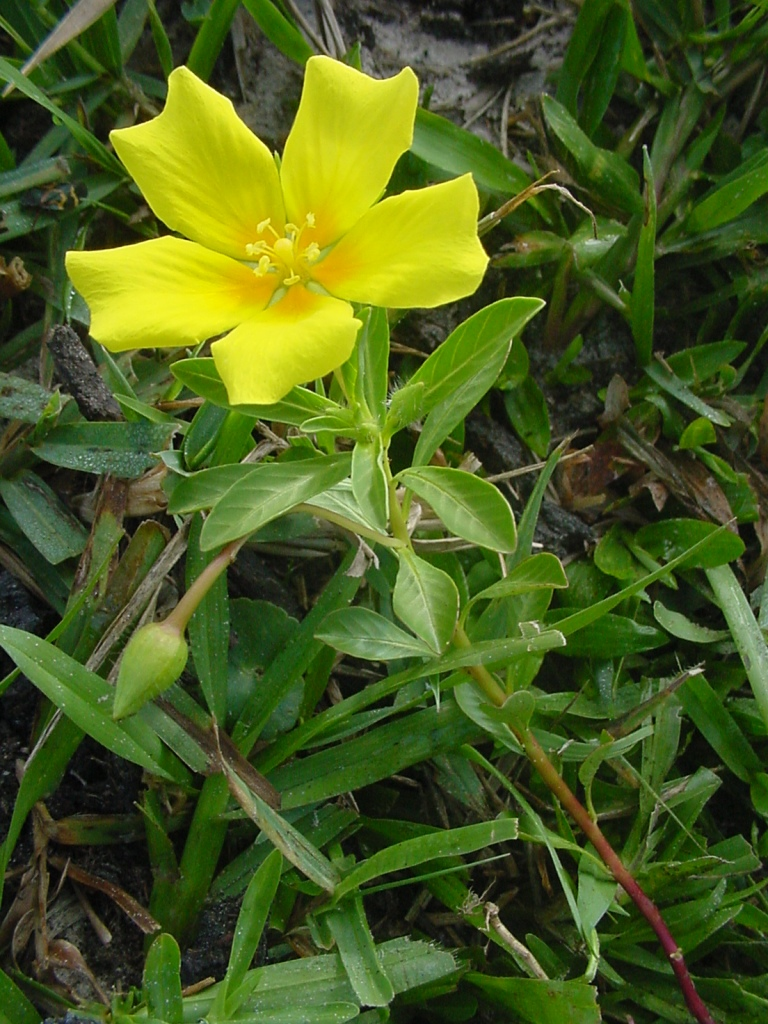
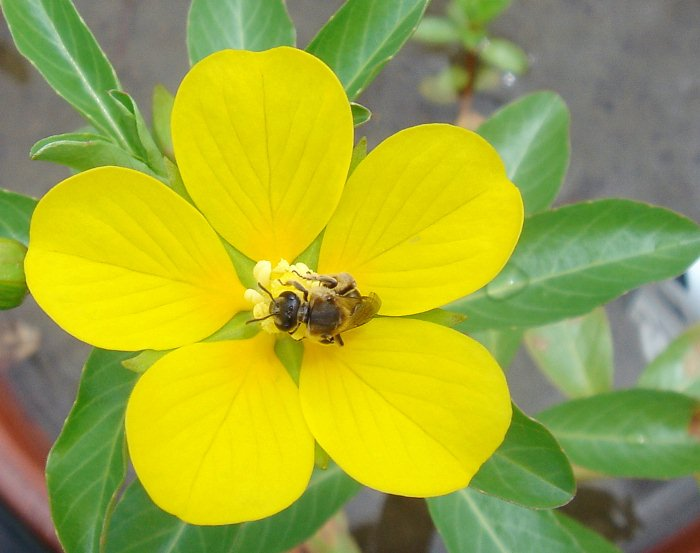
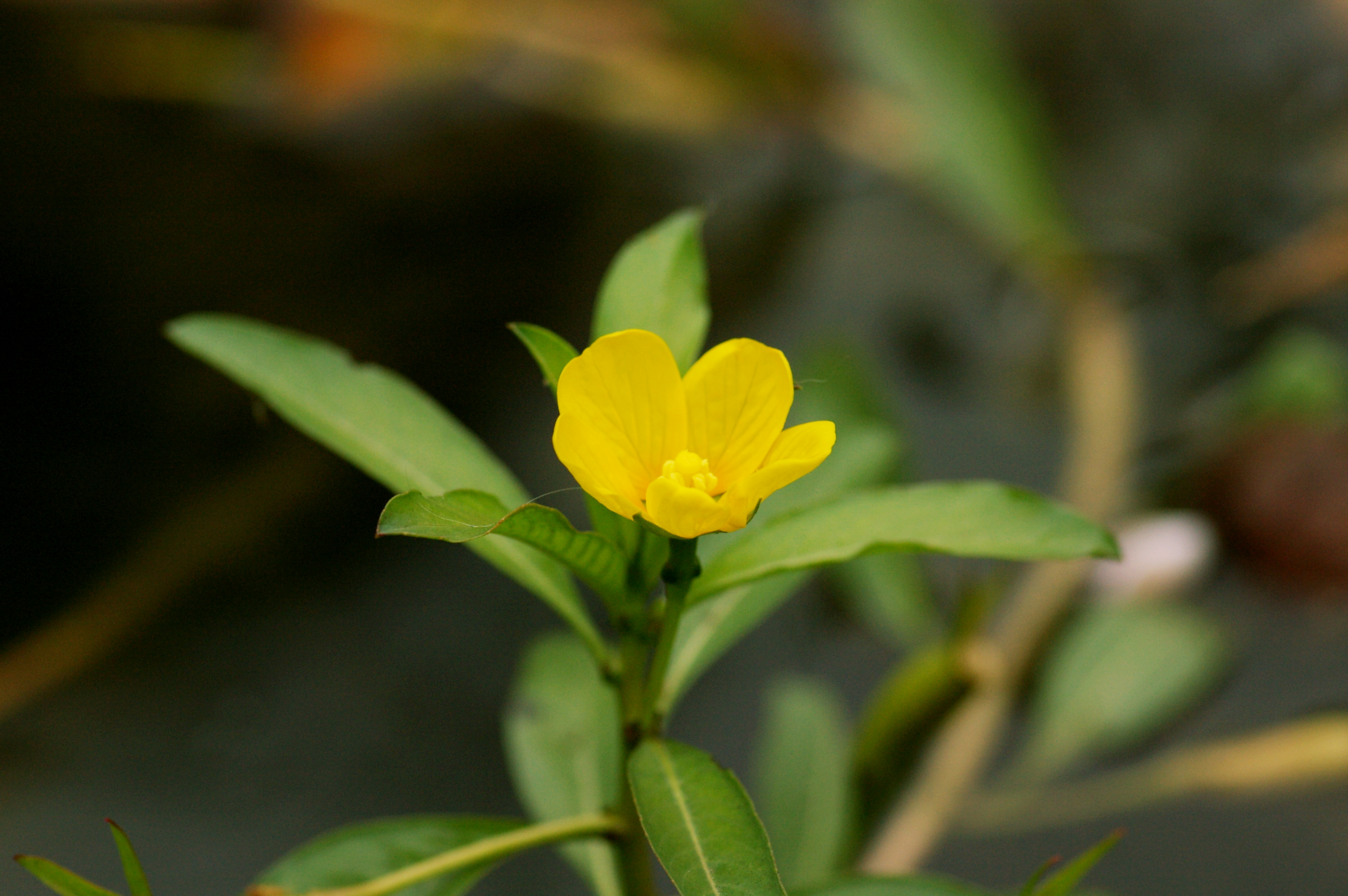
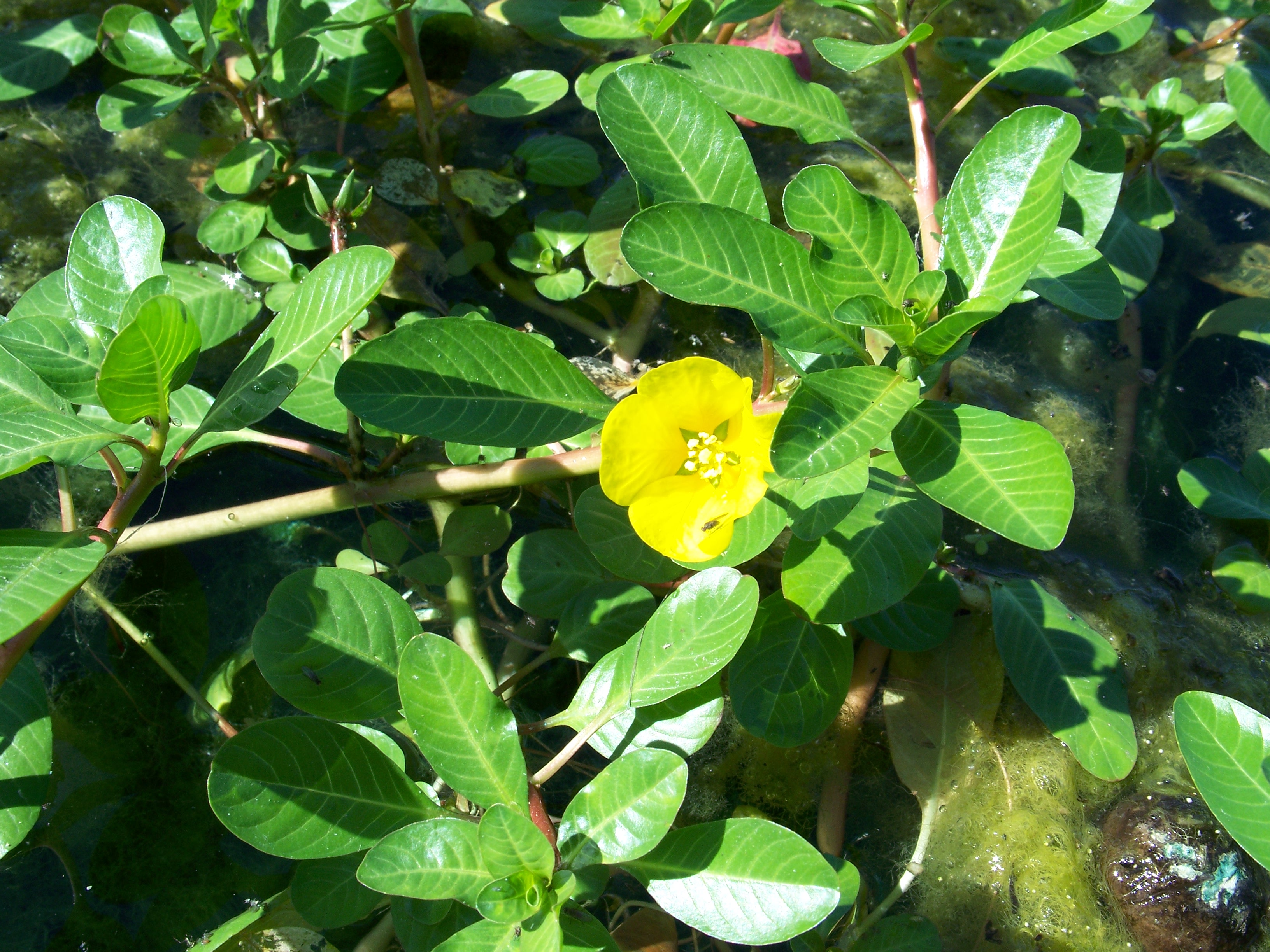